# Edward Lewis Berthoud
Pour les articles homonymes, voir Berthoud (homonymie).
Edward Lewis Berthoud (anglicisé de Édouard-Louis Berthoud) est un ingénieur et géomètre expert américain d’origine suisse résidant dans le Colorado.

## Biographie
Né en Suisse, ses parents émigrent aux États-Unis en 1830 alors qu’il n’a que 2 ans. Après une formation d’ingénieur, Berthoud travailla comme géomètre expert pour le chantier du canal de Panama puis dans le Colorado où il s’installera. Il participa à la guerre de Sécession.
Il contribua à la fondation de la Colorado School of Mines et fut maire de la ville de Golden (Colorado).

## Postérité
Une ville du Colorado, Berthoud (Colorado), et un col de montagne, le col Berthoud dans le Colorado, sont nommés d’après lui.